# Orfű
Orfű je selo u južnoj Mađarskoj. U selu se nalaze Orfujsko jezero, Pečuško jezero i Jezero Otta Hermanna.
Od Pečuha je udaljen 4 km.

## Upravna organizacija
Upravno pripada Pečuškoj mikroregiji u Baranjskoj županiji. Poštanski broj je 7677.
Vremenom je u sebe uključio naselja Mecsekszakál, Tekeres, Bános i Mecsekrákos.

## Povijest
U 18. st. su se u ovo selo doselili Nijemci.

## Stanovništvo
Orfű ima 761 stanovnika (2001.).
1930. je u ovom selu bilo 93% Nijemaca, a 7% Mađara.

## Vanjske poveznice
- (mađ.) Orfű hivatalos honlapja
- (mađ.) Orfű Önkormányzat honlapja  Arhivirana inačica izvorne stranice od 30. lipnja 2007. (Wayback Machine)
- (mađ.) Orfűi honlap sok képpel
- (mađ.) Orfű portál - hírek, képek, információk, szállások  Arhivirana inačica izvorne stranice od 27. veljače 2009. (Wayback Machine)
- (mađ.) Orfű a Vendégvárón  Arhivirana inačica izvorne stranice od 19. veljače 2007. (Wayback Machine)
- (mađ.) Légifotók Orfűről
- (mađ.) Orfű.lap.hu - linkgyűjtemény
- Orfű na fallingrain.com